# 岩倉卯門
岩倉 卯門（いわくら しげかど、1887年（明治20年）2月18日 - 1968年（昭和43年）8月21日）は、大日本帝国陸軍軍人。最終階級は陸軍少将。功四級

## 経歴
1887年（明治20年）に福井県で生まれた。陸軍士官学校第20期卒業。1934年（昭和9年）8月に陸地測量部三角科長に就任し、1935年（昭和10年）3月に陸軍工兵大佐に進級した。1936年（昭和11年）8月には工兵第14連隊長に転じた。1938年（昭和13年）7月15日に陸軍少将進級と同時に対馬要塞司令官に着任。1940年（昭和15年）8月1日に待命、8月31日に予備役に編入された。
1947年（昭和22年）11月28日、公職追放仮指定を受けた。

## 栄典
勲章等
- 1940年（昭和15年）8月15日 - 紀元二千六百年祝典記念章[4]